# Битка код Мутаха
Битка код Мутаха (арап. مَعْرَكَةُ مُؤْتَة‎, романизовано: Maʿrakah Mu’tah, арапски: غَزْوَة مُؤْتَة‎, романизовано: Ġazwat Mu’tah) одиграла се 629. н. е. (8 године хиџре.), близу села Мутах, источно од реке Јордана и Карака у Карак провинцији, између снага исламског пророка Мухамеда и снага Византијског царства.
Представљала је први окршај између муслимана и Византијаца, односно прву битку византијско-арапских ратова.
У исламским историјским изворима, битка се обично описује као mуслимански покушај освете гасанидиском вођи за убиство свог изасланика. Према византијским изворима, муслимани су планирали да покрену свој напад на дан празника. Локални византијски Викар сазнао је за њихове планове и прикупио све тврђавске гарнизоне. Видевши велики број византијских снага, муслимани су се повукли на југ где је борба и започела код Села Мутах, где су на крају уништене муслиманске снаге. Након што су тројца њихових заповедника убијени, заповедништво је препуштено Халиду ибн Валиду, који је и успео да спасе преостале снаге.

## Позадина
Византијци су у складу са мировним споразумом Између цара Ираклија и сасанидског генерала Шахабраза поново преузеле власт над окупираним територијама у јулу 629. год. Византијски Теодор Сакеларије, постављен је за заповедника војске, док су у подручју Балак, Арапска племена била такође распоређена.
У међувремену, Мухамед је послао свог изасланика владару Бoсре. Док је био на свом путу за Басру, изасланик је погубљен у селу Мутах по наређењу гасанидских званичника.

## Мобилизација војски
Мухамед је отпремио 3,000 својих људи у Џумаду ел Авал 629. год, ради брзе експеиције која је имала за циљ напад и кажњавање племена због убијања његовог изасланика од стране Гасанида. Војску је предводио Зид ибн Харита, други у заповедном поредку био је Џафар ибн Аби Талиб и трећи заповедник био је Абд Алах ибн Раваха .Када су муслиманске трупе стигле у подручје источног Јордана и сазнале за величину византијске војске, хтеле су да сачекају и пошаљу захтев за појачања из Медине. Абдулах ибн Раваха подсетио их је на њихову чежњу за мучеништвом и довео у питање потез да сачекају појачање, тако их је оно за чим чезну управо овде чекало, тако да су наставили да марширају према византијским снагама које су их чекале.

## Битка
Муслимани су заокупили Византијце на месту њиховог војног логора код села Мушариф и онда се повукли према Мутаху. И то је било место на ком су се сукобиле ове две војске. Муслимански извори извештавају да се битка водила у долини измећу два узвишења, што је Византијцима поништило бројчану надмоћ.За време битке, сва тројца муслиманских вођа падали су један за другим како би ко од њих преузимао заповедништво над трупама:прво Зајд, затим Џафар, а након њега и Абдулах. Након смрти последњег, неки од муслиманских војника почели су да беже. Таибит ибн ел Аркам, видевши очајно стање Муслиманских снага, узео је барјак и прикупио своје саборце чиме је спасио војску од потпуног уништења. Након битке, Ел Аркам је узео у руке барјак, пре него што је упитао Халида ибн Валида да преузме вођство.
Халид ибн Валид је известио да су борбе код Мутаха биле тако жестоке да је искористио девет мачева које је сломио током битке. Халид, се видевши да је његов положај безнадежан, припремио за повлачење. Наставио је да увлачи Византијце у окршаје, али је избегавао уговорене битке (битке у којима се у којима се унапред знало време и место сукоба) јер је радије хтео да изводи изненадне нападе. Причало се да је Халид убио најмање једног познатог арапског хришћанског заповедника по имену Малик.

## Муслимански губици
Међу жртвама на муслиманској страни забиљежено је да су четворица били из редова Мухариџира , осталих осам било из редова Ансара. Њихова имена су била:
1. Заид бин Харита
2. Џафар ибн Аби Талиб
3. Абдулах бин Раваха
4. Масуд бин Ел Асвад
5. Вахаб бин Сад
6. Абад бин Каис
7. Амр ибн Сад (син Сад ибн Аби Вакаса)
8. Харит бин Нуман
9. Сарака бин Амр
10. Абу Кулаиб бин Амр
11. Џабир ибн Амр
12. Амер бин Сад

Даниел К. Петерсон, професор исламских студија на Универзитету Бригам Јаунг, сматра да је број жртава међу вођама несразмерно висок у односу на губитке које су претрпели обични војници. Дејвид Паверс, професор блискоисточних студија на Корнелу, такође спомиње ову знатижељну чињеницу везану за мали број жртва које су забележили муслимански историчари.

## Последице
Извештава се да су, када су муслиманске снаге стигле у Медину, биле осуђене због наводног повлачења и оптуживане за бег. Саламах ибн Хишам, брат Амр ибн Хишама, наводно се молио код куће, уместо да иде у џамију како би избегао да се објашњава. Мухамед им је наредио да престану, рекавши да ће се вратити да се поново боре против Византинаца. Што се неће догодити све до трећег века, када су муслимански историчари рекли да је Мухамед наводно дао Халиду титулу 'Саифула, што значи Алахов мач.
Данас се муслимани који су пали у бици сматрају мученицима (шехид). Неки су тврдили да је ова битка, далеко од пораза, и да је била стратешки успех; и да су Муслимани су изазивали Византијанце и учинили да се, њихово муслиманско присуство осети међу арапским племенима бедуина у региону. Касније је на њиховом гробу у Мутаху подигнут маузолеј.

## Историографија
Према Ел Вакидију и Ибн Ишаку, муслимани су обавештени да је 100.000 или 200.000<ref name="веза7"> непријатељских трупа било утаборено у Балки. Сходно томе, савремени историчари оповргавају ово наводећи да је цифра претерана. Према Валтеру Емилу Кегију, професору византијске историје на Универзитету у Чикагу, величина целокупне византијске војске током 7. столећа могла је износити 100.000, можда чак половину тог броја. Док су византијске снаге код Мутаха вероватно имале можда више од 10.000.}}
Муслимански извештаји о бици се разликују у односу на резултат. У раним муслиманским изворима, битка је забележена као понижавајући пораз (хазима). Док су касније муслимански историчари прерађивали рани изворни материјал, ревидирали су причу о борби и означили је као муслиманску победу на основу тога што се већина муслиманских војника безбедно вратила док су се повлачили од византијских снага.

## Белешке
1. The Byzantines do not appear to have used many Greek, Armenian, or other non-Arab soldiers at Mu'ta, even though the overall commander was the vicarius Theodore. The number that the Byzantines raised are, of course, uncertain, but unlikely to have exceeded 10,000.[

## Даље читање
- Ar-Raheeq Al-Makhtum (The Sealed Nectar)
- The Life of Muhammad
- Ikoalag Historical
- Sword of Allah